# 麻万镇
麻万镇，是中华人民共和国贵州省黔南布依族苗族自治州独山县下辖的一个乡镇级行政单位。2021年3月11日，将石牛社区划归井城街道管辖。

## 行政区划
麻万镇下辖以下地区：
麻万村、迎春村、拉林村、花园村、铜鼓村、石牛村、麻抹村、丙志村、三里村和甲摆村。
2021年3月11日调整后，麻万镇辖麻万社区、麻抹社区、鄢家山社区、花园村、拉林村、三里村、甲摆村。